# Борго Сан Ђовани
Борго Сан Ђовани (итал. Borgo San Giovanni) је насеље у Италији у округу Лоди, региону Ломбардија.
Према процени из 2011. у насељу је живело 2055 становника. Насеље се налази на надморској висини од 76 м.

## Становништво
| 1931. | 1936. | 1951. | 1961. | 1971. | 1981. | 1991. | 2001. | 2011. |
| ----- | ----- | ----- | ----- | ----- | ----- | ----- | ----- | ----- |
| 1.155 | 1.134 | 1.204 | 930   | 929   | 1.149 | 1.245 | 1.596 | 2.213 |